# Lennart Hannelius
Lennart Vilhelm Hannelius, född 8 november 1893 i Hangö, död 4 maj 1950 i Stockholm, var en finländsk sportskytt.
Hannelius blev olympisk bronsmedaljör i snabbpistol vid sommarspelen 1924 i Paris.